# Figlie del Sacro Cuore
Le Figlie del Sacro Cuore (in inglese Daughters of the Sacred Heart) sono un istituto religioso femminile di diritto pontificio: le suore di questa congregazione pospongono al loro nome la sigla D.S.H.

## Storia

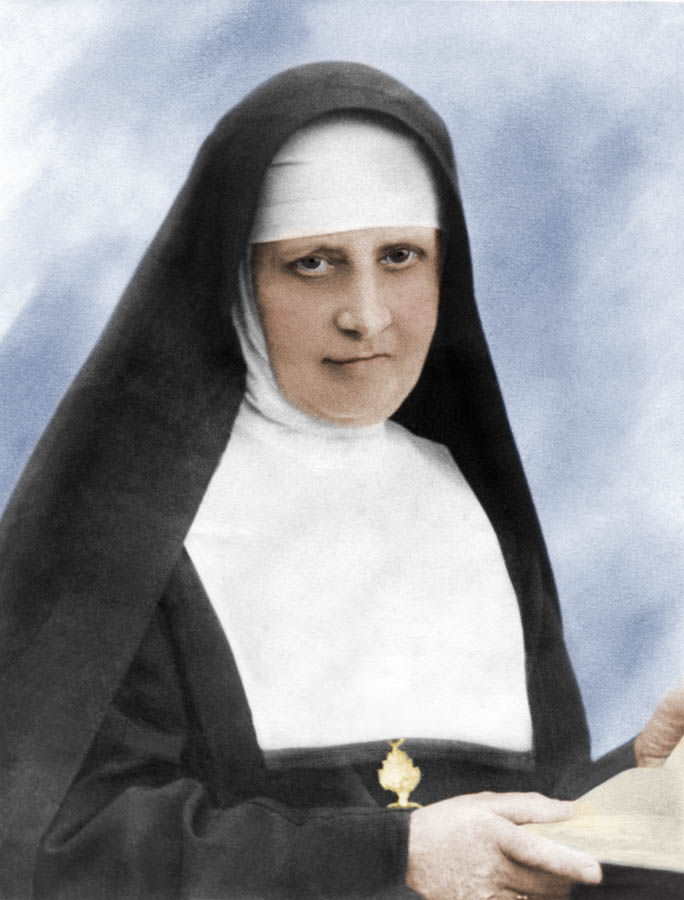
Maria Teresa Nuzzo, fondatrice della congregazione

La congregazione fu fondata nel 1903 a Malta da Maria Teresa Nuzzo (1851-1923) con il sostegno dell'arcivescovo Pietro Pace, che aveva ricevuto da un cugino della Nuzzo una donazione finalizzata all'apertura di un'opera pia per l'educazione delle ragazze povere di Ħamrun.
Nel 1919 la congregazione rischiò di essere soppressa per mancanza di fondi e due visitatori apostolici costrinsero la Nuzzo a lasciare il governo dell'istituto: nel 1922 le suore tennero il loro primo capitolo generale ed elessero una nuova superiora.
La prima casa all'estero fu aperta in India nel 1948; seguirono fondazioni in Italia (1952) e in Libia (1968).

## Attività e diffusione
Le Figlie del Sacro Cuore si dedicano all'educazione della gioventù e ad altre opere di carità.
Oltre che a Malta, sono presenti nelle Filippine, in India, in Kenya, negli Stati Uniti d'America e in Tanzania; la sede generalizia è a Mellieħa.
Alla fine del 2008 la congregazione contava 296 religiose in 46 case.